# Rosa Linn
Roza Kostandyan (Vanadzor, 20 de maio de 2000), conhecida profissionalmente como Rosa Linn, é uma cantora, compositora e produtora arménia, que representou a Arménia no Festival Eurovisão da Canção 2022, tendo obtido o 5º lugar na sua semi-final e o 20º lugar na final.

## Discografia

### Singles
- 2021 – King (com Kiiara)
- 2022 – Snap